# Austrian International 2016
Die Austrian International 2016 (auch Austrian Open 2016) fanden vom 24. bis zum 27. Februar 2016 in Wien statt. Es war die 45. Austragung dieser offenen internationalen Meisterschaften von Österreich im Badminton.

## Sieger und Platzierte
| Disziplin    | Gold                                   | Silber                            | Bronze                           |
| ------------ | -------------------------------------- | --------------------------------- | -------------------------------- |
| Herreneinzel | Anders Antonsen                        | Kanta Tsuneyama                   | Harsheel Dani                    |
| Herreneinzel | Anders Antonsen                        | Kanta Tsuneyama                   | Vladimir Malkov                  |
| Dameneinzel  | Xu Wei                                 | Olga Konon                        | Beatriz Corrales                 |
| Dameneinzel  | Xu Wei                                 | Olga Konon                        | Vũ Thị Trang                     |
| Herrendoppel | Marcus Ellis Chris Langridge           | Kenya Mitsuhashi Yuta Watanabe    | Takuro Hoki Yugo Kobayashi       |
| Herrendoppel | Marcus Ellis Chris Langridge           | Kenya Mitsuhashi Yuta Watanabe    | Michael Fuchs Johannes Schöttler |
| Damendoppel  | Ekaterina Bolotova Evgeniya Kosetskaya | Eva Lee Paula Obanana             | Johanna Goliszewski Carla Nelte  |
| Damendoppel  | Ekaterina Bolotova Evgeniya Kosetskaya | Eva Lee Paula Obanana             | Wei Yawen Yang Yiling            |
| Mixed        | Mathias Christiansen Lena Grebak       | Matthew Nottingham Emily Westwood | Vitaliy Durkin Nina Vislova      |
| Mixed        | Mathias Christiansen Lena Grebak       | Matthew Nottingham Emily Westwood | Po Li-wei Hsieh Pei-shan         |